# Carlos Betancourt
Carlos Efraín Betancourt (Estado Monagas, Venezuela, 8 de septiembre de 1937 - Caracas, 9 de septiembre de 2021) fue un político y exguerrillero venezolano. 

## Biografía
Fue conocido por los seudónimos de Jerónimo, Miguel, Camilo, Mauricio, Pérez Montaño y Bruno. En 1964 el comandante Argimiro Gabaldón lo nombra como Jefe de la Retaguardia del Frente guerrillero “Simón Bolívar” de las FALN, en las montañas de Lara. A finales de 1965 el frente queda desmembrado con apenas 9 combatientes. Junto a otros pioneros de la lucha armada  se dedicó a reagrupar y reclutar campesinos para consolidar otro frente. Luego de mucho trabajo político en el campo y la Universidad de Oriente agrupan 60 hombres a quienes empiezan a entrenar fundando así el Frente Guerrillero “Antonio José de Sucre”, cuyo primer comandante fundador fue Américo Silva (quien en años posteriores, cayó en un reñido y breve combate con la Guardia Nacional en el KM 27 de la vía de El Pao, entrada del asentamiento campesino Pozo Verde, estado Bolívar).
En 1966 la dirección nacional del MIR reestructura el Estado Mayor del Frente Guerrillero Antonio José de Sucre, designándose como primer comandante a Carlos Betancourt (Jerónimo) y, segundo comandante, a Gabriel Puerta Aponte (Tobías), además se crean tres destacamentos: Juan Álvarez, Hildemaro Ruiz y Luis Tineo Gamboa. 
En los años posteriores participa en varios enfrentamiento con la policía y el Ejército en el Oriente del país. Asimismo es protagonista de innumerables tomas de pueblos y caseríos donde promocionaba planteamientos marxista-leninistas, teniendo un gran apoyo de los pobladores.
A finales de 1969 al dividirse el frente por razones fraccionalistas funda el Movimiento “Bandera Roja” y se lleva a la mayoría de los efectivos del Frente “Antonio José de Sucre”. 
En los años siguientes fue impulsor de secuestros importantes tales como los de Enrique Dao y de Carlos Domínguez Chávez, al cobrar la recompensa los liberaron. Dirigió la voladura del Gasoducto de Anaco. El 28 de julio de 1973 es detenido por la DISIP, siendo puesto a la orden de los Tribunales por el delito de Rebelión Militar y Secuestro. Remitido al Cuartel San Carlos de donde se fugó el 18 de enero de 1975 junto a 22 procesados más. El 11 de marzo de 1976 ante divergencias con Puerta Aponte divide el frente y se lleva 50 hombres fundando el Partido “Bandera Roja Marxista Leninista” (BR-ML) y manteniendo el Frente “Antonio José de Sucre”. Finalmente este grupo es desmantelado y pacificado por la DISIP en 1978.  
El 24 de septiembre de 1979 es sobreseído por Decreto Presidencial de todos los juicios que se le seguían según Gaceta Oficial N° 31.827. Pacificado, hoy día se dedica a la ganadería y actividades privadas. 
Falleció el 9 de septiembre de 2021